# Zine El Abidine Ben Ali
Zine El Abidine Ben Ali (زين العابدين بن علي, født 3. september 1936 i Hammam-Sousse, død 19. september 2019 i Saudi Arabien) var en tunesisk militærmand, politiker og landets anden præsident i perioden 1987–2011.
Ben Ali havde flere embeder under Tunesiens første præsident, Habib Bourguiba, deriblandt sikkerhedschef for militæret, indenrigsminister, og i oktober 1987 statsminister. Den 7. november 1987 blev Bourguiba med Ben Ali i spidsen afsat på grund af senilitet, og Ben Ali overtog embedet.

## Uddannelse og familieforhold
Ben Ali blev født i Hammam-Sousse den 3. september 1936. Han var i sit første ægteskab fra 1964 til 1988 gift med Naïma Kefi, som han fik tre døtre med. I 1992 giftede han sig med Leïla Trabelsi, og de fik sammen to døtre og en søn. 
Mens han var gymnasieelev på Sousse Secondary School, sluttede Ben Ali sig til modstanden mod det franske kolonistyre, og han var aktiv i det regionale parti Neo-Destour. For disse aktiviteter blev han midlertidigt bortvist fra skolen og i en kort periode fængslet.  
Efter sin studentereksamen blev han sendt til Frankrig for at få en militær uddannelse, som han tog ved det franske militærakademi "École spéciale militaire de Saint-Cyr" i Bretagne og artilleriskolen i Châlons-sur-Marne. Derefter fortsatte han sin militærkarriere i USA. 

## Karriere
Efter at være kommet tilbage til Tunis blev han i 1964 udpeget til at oprette et militært sikkerhedsdepartement, som han ledede indtil 1974. I 1977 blev han generaldirektør for national sikkerhed efter en periode som militærattaché i Marokko. Derefter var han ambassadør i Polen, efterfulgt af embedet som chef for den nationale sikkerhedstjeneste og statssekretær. Han fik dette job på et tidspunkt, hvor de radikale islamister øgede deres aktiviteter. Hans succes i håndteringen af dette problem førte til, at han blev indenrigsminister, en stilling han havde indtil præsident Habib Bourguiba udnævnte ham til statsminister i oktober 1987. Den 7. november 1987 afsatte Ben Ali i et statskup præsident Bourguiba, som siden 1975 havde haft embedet på livstid. Han fik delvis støtte fra folket af bekymring for Bourguibas helbredstilstand. Syv læger underskrev før kuppet en erklæring om, at Bourguiba var uegnet til at styre landet. 
Ben Ali fortsatte sin forgængers uafhængige udenrigspolitik og de økonomiske programmer, som havde ført til økonomisk vækst siden begyndelsen af 1990'erne. Under hans styre satte han en række større offentlige projekter i gang, men arbejdsledigheden forblev landets største økonomiske problem. 
En anden side ved præsidentembedet, som blev ført videre af Ben Ali var den  autoritære politik samt opbyggelse af en personkult omkring statsoverhovedet. 
I 1992 indførte han et flerpartisystem, men hans parti, Demokratisk konstitutionel rejsning, dominerede fortsat politikken totalt indtil hans afgang den 14. januar 2011. 
Oppositionens aktiviteter var stærkt begrænset af sikkerhedslovene, og pressefriheden eksisterede i realiteten ikke. Ben Ali var selv ikke udnævnt for livstid, og i 1999 blev der givet tilladelse til, at to alternative kandidater kunne stille op til præsidentvalget. Resultatet blev 99,6 % af stemmene for Ben Ali. Han blev genvalgt igen den 24. oktober 2004, med 94,68 % af stemmerne. Efter en omstridt folkeafstemning i 2002 blev præsidentens embedtsperiode forlænget til 10 år.

## Jasminrevolutionen
Tunesien blev i tiden omkring årsskiftet 2010-2011 ramt af voldsomme uroligheder, hvor demonstranter krævede Ben Alis afgang. Flere demonstranter blev dræbt, og 14. januar 2011 forlod Ben Ali i hast landet. Han havde før sin afgang afsat regeringen, men denne tiltrådte igen ved hans afgang med status af overgangsregering.
Ben Ali søgte først asyl i Frankrig, men fik afslag og flygtede til Saudi-Arabien.
Statsminister Mohamed Ghannouchi overtog magten, men blev dagen efter, 15. januar 2011, afsat af det tunesiske forfatningsråd og parlamentpræsident Fouad Mebazaâ blev indsat som forretningsførende præsident.
Beskyldningerne om korruption var en af hovedårsagerne til de store demonstrationer i januar 2011. En stor del af Ben Alis familie, som havde haft mange fordele i Ben Alis præsidentperiode, forlod ligeledes landet af hensyn til deres personlige sikkerhed. Tunesiske aviser og TV berettede også om, at ca. 30 familiemedlemmer blev arresteret, da de forsøgte at flygte ud af landet.
Ben Ali døde som 83-årig i Saudi-Arabien som følge af prostatakræft i 2019.